# Gampong Teungoh (Langsa Kota)
Gampong Teungoh is een bestuurslaag in het regentschap Langsa van de provincie Atjeh, Indonesië. Gampong Teungoh telt 5706 inwoners (volkstelling 2010).